# 3510 Veeder
3510 Veeder eller 1982 TP är en asteroid i huvudbältet som upptäcktes den 13 oktober 1982 av den amerikanske astronomen Edward L.G. Bowell vid Anderson Mesa Station. Den är uppkallad efter den amerikanska astronomen Glenn J. Veeder.
Asteroiden har en diameter på ungefär 8 kilometer.